# Великоомелянська сільська рада
Великоомелянська сільська́ ра́да — орган місцевого самоврядування в Рівненському районі Рівненської області. Адміністративний центр — село Велика Омеляна.

## Загальні відомості
- Великоомелянська сільська рада утворена в 1940 році.
- Територія ради: 71,4 км²
- Населення ради: 2 077 осіб (станом на 2001 рік)
- Територією ради протікає річка Омелянка.

## Населені пункти
Сільській раді підпорядковані населені пункти:
- с. Велика Омеляна
- с. Вересневе

## Склад ради
Рада складається з 18 депутатів та голови.
- Голова ради: Карпюк Алла Володимирівна
- Секретар ради: Панчук Людмила Анатоліївна

### Керівний склад попередніх скликань
| Прізвище, ім'я, по батькові  | Основні відомості                                                 | Дата обрання | Дата звільнення |
| ---------------------------- | ----------------------------------------------------------------- | ------------ | --------------- |
| Курганська Оксана Євгеніївна | Сільський голова, 1965 року народження, позапартійна              | 26.03.2006   | 31.10.2010      |
| Курганська Оксана Євгенівна  | Сільський голова, 1965 року народження, освіта вища, позапартійна | 31.10.2010   |                 |

Примітка: таблиця складена за даними сайту Верховної Ради України